# Перезахоронение останков Деникина и Ильина в России
Перено́с оста́нков Дени́кина и Ильина́ в Росси́ю — перезахоронение в октябре 2005 года в Москве в некрополе Донского монастыря одного из руководителей Белого движения Антона Ивановича Деникина с женой Ксенией Васильевной и русского философа Ивана Александровича Ильина с женой Натальей Николаевной, захороненных первоначально за пределами России (в США, Франции и Швейцарии). Впервые в новейшей истории Российского государства деятели Белого движения были захоронены по распоряжению политического руководства России.

## Вопрос о перезахоронении Деникина

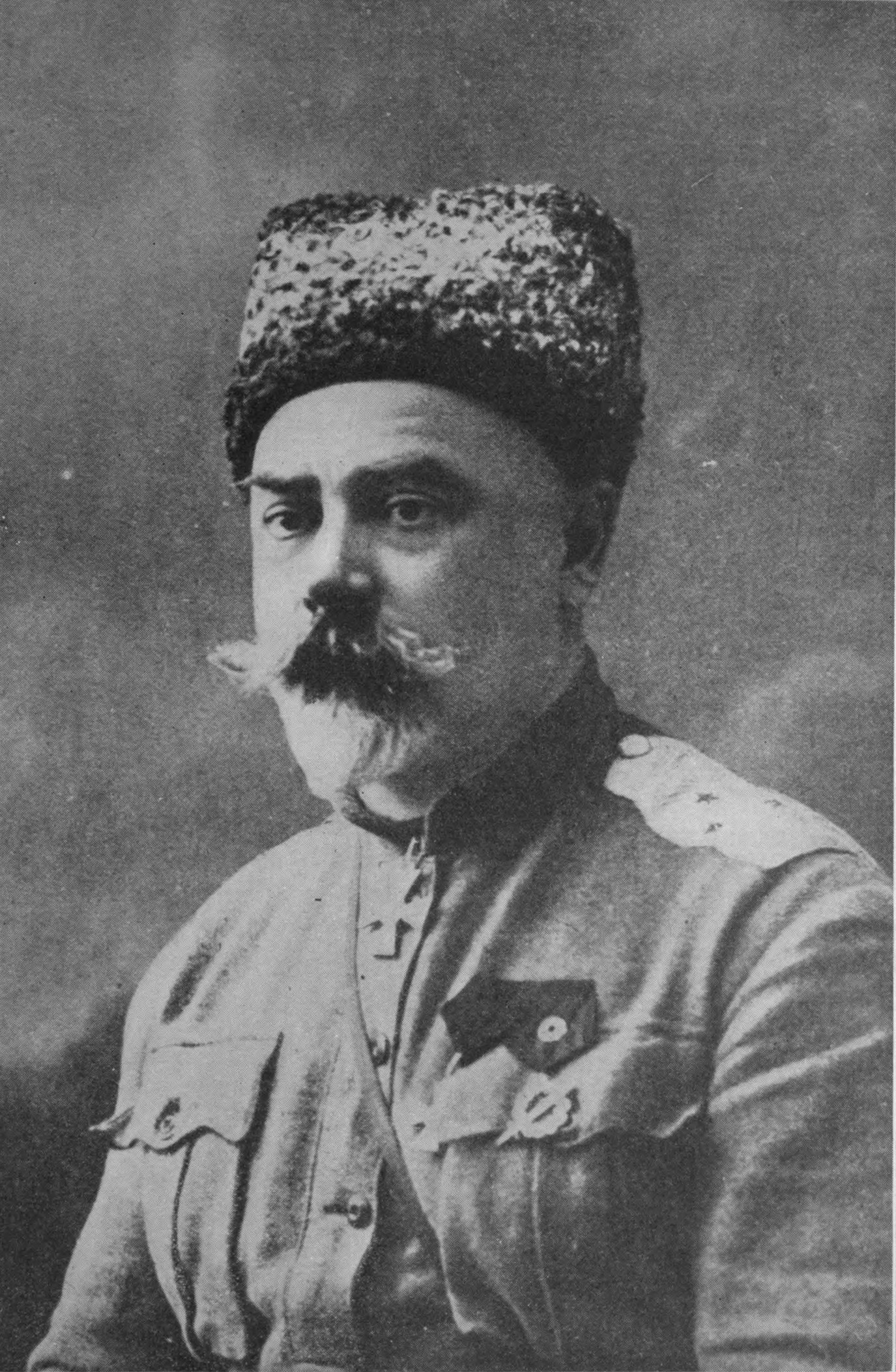
Антон Иванович Деникин

Генерал А. И. Деникин, находившийся с 1920 года в эмиграции, перед смертью завещал быть похороненным в России. Его последними словами были: «Жаль, так и не увижу, как Россия спасётся».
Первоначально Антон Иванович Деникин был похоронен с воинскими почестями на кладбище в Детройте, однако через год его вдова Ксения Васильевна (1892—1973), в те годы работавшая в Колумбийском университете в Нью-Йорке, перезахоронила мужа на православном казачьем Свято-Владимирском кладбище в городке Кесвилл, штат Нью-Джерси.
Долгое время выполнение последней воли генерала не могло быть реализовано. Только после краха советской власти к Марине Деникиной стали поступать предложения о перезахоронении праха её отца в России со стороны различных организаций, но она всякий раз отказывала. В интервью 1995 года, записанном для фильма «Не будем проклинать изгнание», она сказала:

Несколько раз меня так неофициально спрашивали, соглашусь ли я перевести папин гроб в Россию?. Но первый раз мне сказали: «в Новочеркасск». Почему в Новочеркасск? Но, конечно, что там началось белое движение. Но во первых я должна сказать, я даже не знала — Новочеркасск теперь в России или в Украине. Я плохо новую карту России изучала. Так что я сказала: «Я подумаю». С тех пор я спросила у русских — это в России, Новочеркасск. Но это не спешно по моему, нужно подождать. Посмотрим, что будет дальше.

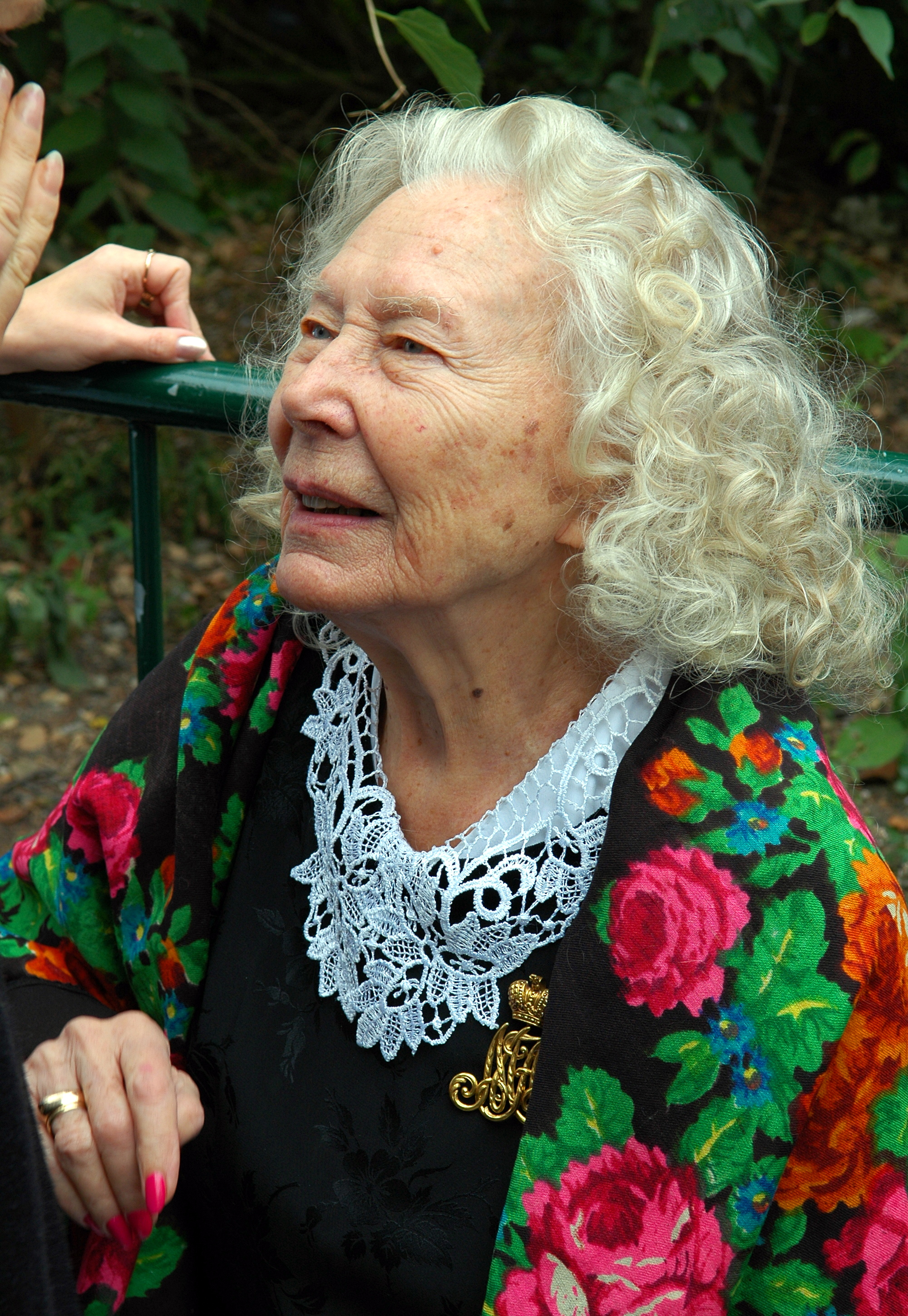
Марина Антоновна Деникина у Александро-Невского собора в Париже во время перенесения праха своего отца из США в Россию

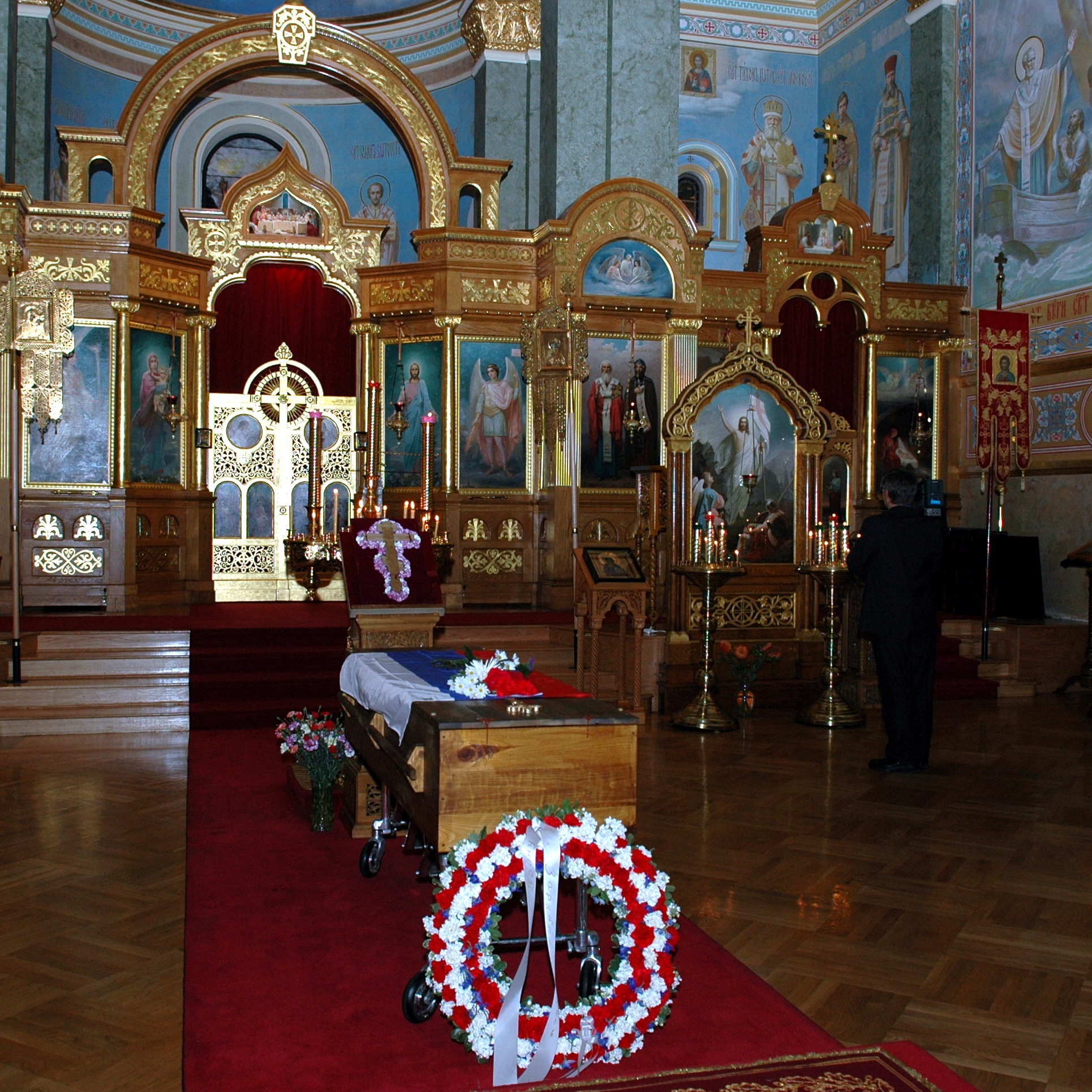
Гроб с останками Деникина в Свято-Николаевском русском соборе Нью-Йорка перед перезахоронением, 28 сентября 2005 года

Идея перезахоронения Деникина принадлежала Московскому Дворянскому собранию, которое обратилось к дочери генерала Деникина Марине Антоновне Деникиной в 2001 году. По просьбе самозваного дальнего родственника В. И. Деникина (якобы правнука брата его отца[уточнить]) Марина Антоновна написала письмо Президенту России Владимиру Путину с просьбой рассмотреть вопрос о перезахоронении.
Перезахоронение было организовано в соответствии с поручением Президента Российской Федерации от 5 ноября 2004 года № ПР-1808 и поручением Правительства Российской Федерации от 31 марта 2005 года № МФ-П44-1433.
Информация о новом перезахоронении останков А. И. Деникина и его супруги Ксении появилась в апреле 2005 года, когда президент России В. В. Путин подписал указ о предоставлении российского гражданства 86-летней дочери Деникина Марине Антоновне. После этого представители Российского фонда культуры заявили, что прах семьи Деникиных будет похоронен в Большом соборе московского Донского монастыря. Была создана комиссия по подготовке перезахоронения, её возглавил директор Департамента внешних связей Министерства культуры и массовых коммуникаций Российской Федерации А. Ю. Вульф.

## Вопрос о перезахоронении Ильина

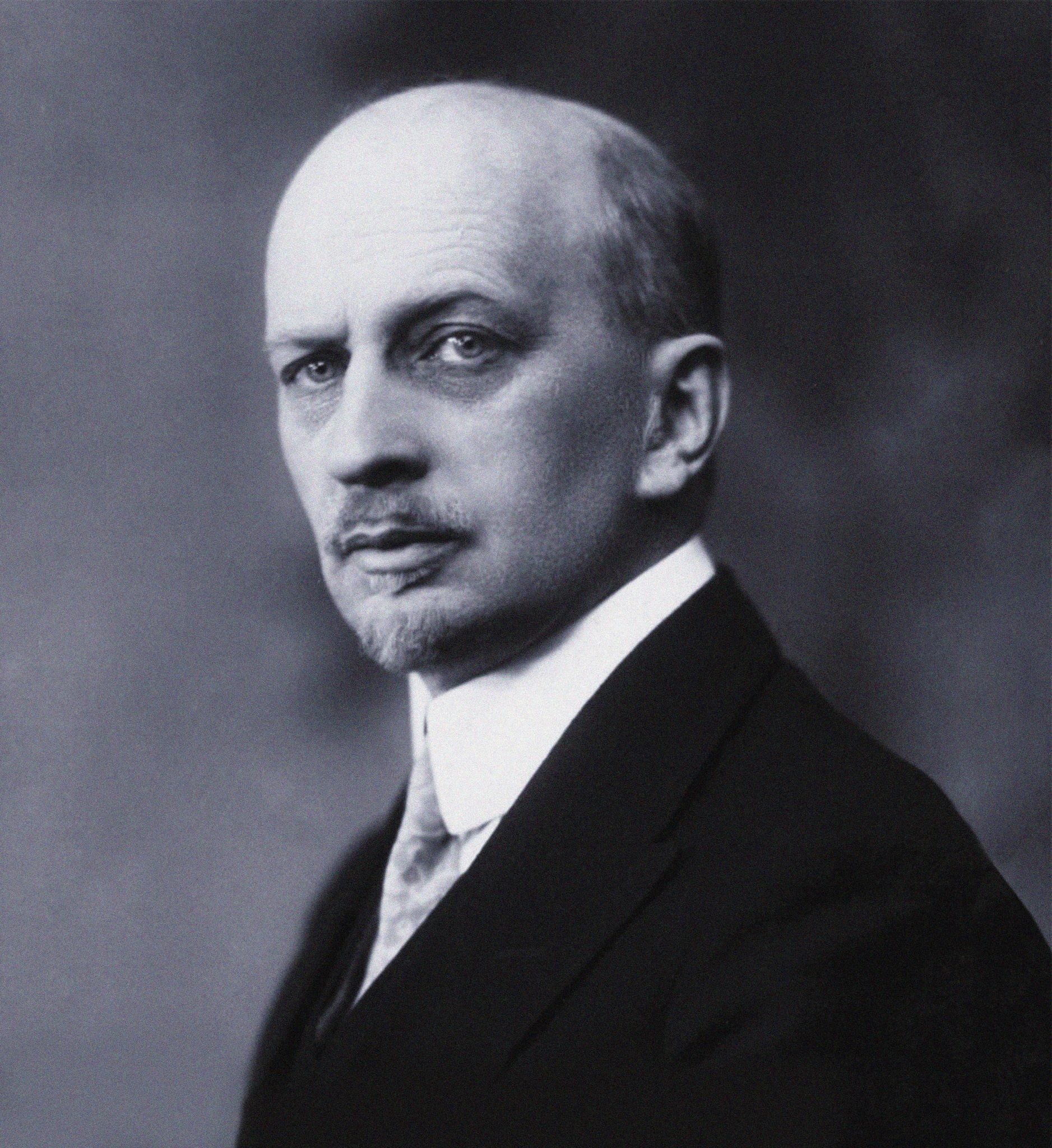
Иван Александрович Ильин

Сам Иван Ильин нигде в своих произведениях не касался вопроса своего возможного перезахоронения в России. Он скончался 21 декабря 1954 года и был похоронен на кладбище города Цолликон в Швейцарии. Его вдова Наталья Николаевна, обращаясь к друзьям, писала: «Есть что-то неприемлемое в том, что русский философ и патриот лежит на кладбище какого-то Цолликона». 30 марта 1963 года она скончалась и была похоронена рядом с мужем в Цолликоне.
Заботу о могиле Ильиных взяли на себя члены Содружества памяти Ивана Ильина, оплачивая содержание могилы. Последними это сделали Иван Петрович и Тамара Михайловна Полторацкие. После смерти Николая Полторацкого в 1990 году забота о могиле Ильиных, в основном, легла на плечи Тамары Михайловны, которая писала: «Пока мы живы, мы должны перезахоронить Ивана Александровича на Родине». Она считала, что сначала на Родину должны вернуться произведения Ильина. Также она считала, что перезахоронение Ивана Ильина не должно иметь политический оттенок.
В 2005 году аренда земли на кладбище заканчивалась, и могилу могли закатать для следующего захоронения. В таких условиях решением вопроса о перезахоронении праха Ивана Ильина взялся исследователь творчества Ильина и издатель его трудов в России профессор Юрий Трофимович Лисица. По его словам: «Швейцария далеко не мгновенно дала разрешение на перезахоронение Ильиных. Швейцарцам в голову не приходит, что из такой богатой благополучной страны люди могут эмигрировать, даже с кладбища <…> Швейцарская сторона особо подчеркнула то, что положительное решение о выдаче останков Ильиных принято в исключительном порядке. Наше Посольство практически все организационные трудности взяло на себя, санитарный кордон и т. д., я выступал как душеприказчик. Российский атташе по культуре, замечательный человек Константин Александрович Нефёдов потом признавался, что сделать все было невероятно трудно <…> 28 сентября нашу делегацию приняла администрация г. Цолликона — община, именно в такой форме осуществляется там местное управление. Встреча прошла очень торжественно».

## Перезахоронение
28 сентября 2005 года тело Деникина в открытом гробу установили в Знаменском храме Нью-Йорка, и священники РПЦЗ отслужили панихиду (события происходили до заключения акта о евхаристическом общении между РПЦЗ и Московским патриархатом), потом его перевезли в Николаевский собор в Нью-Йорке (представительство Московского патриархата).
Гроб самолётом доставили в Париж, где в соборе Александра Невского 30 сентября 2005 года также была совершена панихида. Журнал «Русская мысль» писал, что хоть в Париже (на кладбище в Сент-Женевьев-де-Буа) и была похоронена только супруга Антона Деникина, Париж, как центр русской эмиграции, стал неизбежным пунктом на пути останков в Россию. По просьбе посла России во Франции Александра Авдеева торжественную панихиду в парижском Соборе Александра Невского отслужил архиепископ Команский Гавриил (де Вильдер), глава архиепископии Русских православных церквей в Западной Европе. Ему сослужили епископ Михаил (Стороженко) и восемь священников архиепископии, а также два священника Московской патриархии и два священника РПЦЗ. На панихиде присутствовали архиепископ Корсунский Иннокентий (Васильев) (РПЦ МП), архиепископ Берлинско-Германский и Великобританский Марк (Арндт) и епископ Штутгартский Агапит (Горачек) (РПЦЗ).
2 октября прах генерала и его жены, а также останки русского философа И. А. Ильина и его супруги доставлены в Москву.

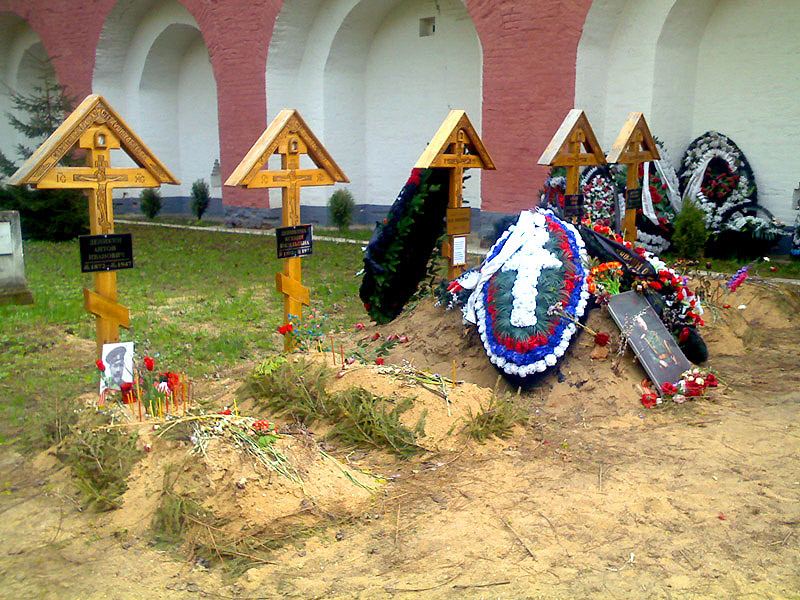
Общий вид захоронения деятелей Белого движения в Донском монастыре, май 2007 года

3 октября в московском Донском монастыре патриархом Московским Алексием был освящён закладной камень часовни «в память о жертвах гражданских смут в России XX века, в Отечестве и рассеянии скончавшихся». На церемонии присутствовали государственные чиновники и деятели культуры, священнослужители Московского патриархата и Русской Зарубежной Церкви: представитель Президента России в ЦФО Г. С. Полтавченко, мэр Москвы Ю. М. Лужков, министр культуры и массовых коммуникаций РФ А. С. Соколов, председатель Российского фонда культуры Н. С. Михалков, заместитель председателя Государственной Думы В. В. Жириновский, митрополит Смоленский и Калининградский Кирилл (Гундяев), председатель Отдела внешних церковных связей Московского Патриархата, митрополит Калужский и Боровский Климент, а также дочь генерала А.Деникина — М. А. Деникина. Церемония перезахоронения останков показывалась на НТВ.
После освящения закладного камня, в Большом соборе Донского монастыря патриарх Алексий возглавил панихиду, на которой среди богомольцев была делегация Русской Зарубежной Церкви во главе с архиепископом Берлинским и Германским Марком. Последний огласил приветствие председателя Архиерейского Синода Русской Зарубежной Церкви митрополита Восточно-Американского и Нью-Йоркского Лавра.

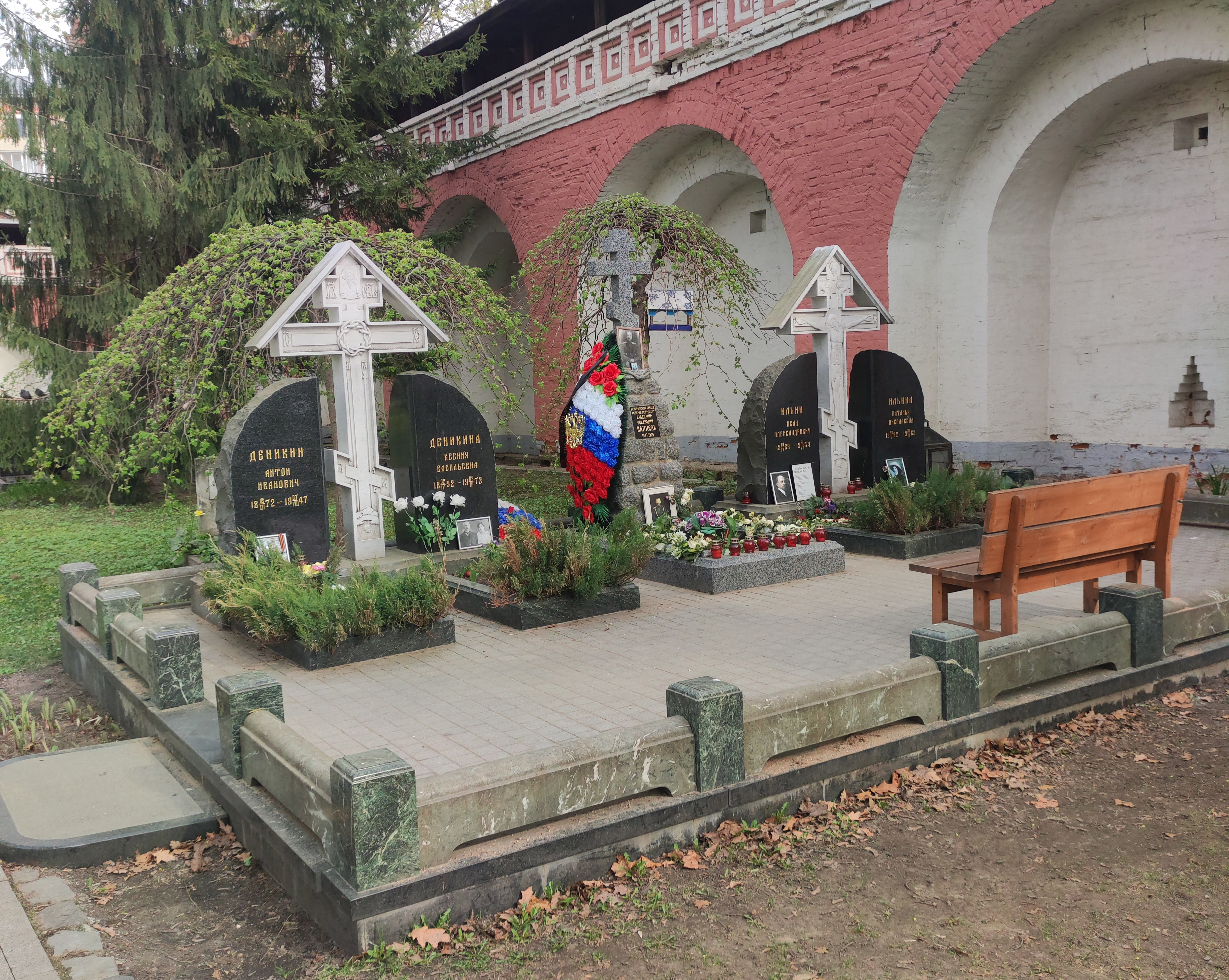
Мемориал белым воинам в Донском монастыре, открыт 24 мая 2009 года

Впоследствии, часовня построена не была: вместо неё на могилах Деникина, Ильина и В. О. Каппеля 24 мая 2009 года был открыт мемориальный комплекс белым воинам, сооружённый по инициативе премьер-министра России В. В. Путина.

## Комментарии
Патриарх Московский и всея Руси Алексий II на панихиде при перезахоронении в Донском монастыре сказал среди прочего:

Сегодняшнее событие свидетельствует о совершающемся восстановлении единства нашего народа, разделенного трагической историей прошлого века. В народное сознание возвращаются имена тех, кто на чужбине продолжал трудиться для России, тех, кто в своих молитвах желал ей спасения и процветания. Этот день также свидетельствует о восстанавливаемом единстве русского Православия. Нас радует, что в проводах на Родину наших выдающихся соотечественников вместе с архиереями и клириками Московского Патриархата принимают участие представители русского церковного рассеяния.
Первоиерарх Русской Зарубежной Церкви митрополит Лавр (Шкурла) в своём послании написал:

молясь в сегодняшний день о упокоении душ генерала А. И. Деникина и И. А. Ильина, прошу всех помолиться и за их сподвижников, строителей Зарубежной Руси, которые, живя на Родине, боролись за её свободу, а, оказавшись в рассеянии, всячески сохраняли Россию вне её пределов и чаяли её возрождения. Надеюсь, что сегодняшнее событие послужит оздоровлению нашего народа, что постепенно начнут переписывать нашу общую историю, возвещая о ней всю правду, что уйдет монополия её советского толкования и что мы постепенно вернемся на тот путь, по которому шествовали наши предки, которые воплощали в жизнь наши свято-русские идеалы.

Юрий Лужков сказал:

Те люди, которые пришли во власть, изгнали, заставили уйти их из страны. И когда они возвращаются, может быть, мы с вами, потомки тех людей, получим наконец прощение.
Никита Михалков во время церемонии захоронения выразил мысль:

Я надеюсь, что это знак, который для нас ещё сегодня не совсем доступен. Столько лет прожить вне своей родины, столько лет, имея огромное количество искушений служить то тем, то этим, зарабатывать то там, то здесь — не отступиться ни на один шаг от той истины, которой они служили. Гражданская война — это война разных правд. Но правд много, а истина — она одна. А истина именно в неотступничестве от веры, в неотступничестве от своего народа, в неотступничестве от своей присяги, данной один раз и навсегда.
Днями ранее, в Париже, когда останки ещё только готовились к перевозу в Москву, на вопрос журналистов: «Насколько перезахоронение праха Деникина и Ильина будет способствовать примирению в России?», Михалков сказал: 

Я не стал бы перекладывать на них ответственность за успех согласия и примирения. Они сделали все что смогли. Они не предали свою родину: Деникин не надел немецкую форму, он приехал в Лондон с 13 фунтами, нищенствовал и тем не менее гордо нес звание русского человека и русского офицера. И то, что сегодня совершается, — это та часть, тот ручеек, та капелька, которая должна постепенно привести к тому океану, который называется «русское общество». Самое ужасное будет, если люди будут к этому потребительски относиться: вот, мол, перезахоронили, а у нас ничего не получается. Не надо так к этому относиться. Это лишь одна капля. Над этим надо каждый день работать, это начало кропотливой и серьёзной работы, это духовное строительство нашей страны….

## Отношение к перезахоронению
Сразу после перезахоронения Фондом «Общественное мнение» в 100 населённых пунктах 44 краёв, областей и автономных республик Российской Федерации был проведён опрос, по результатам которого оказалось, что подавляющему большинству опрошенных было известно об этом событии (59 % знали о событии, 20 % — что-то слышали). В целом положительно к перезахоронению отнеслись 41 % опрошенных, отрицательно — 21 %; оставшиеся 30 % либо выразили безразличие либо затруднились дать свою оценку.
Иногда перезахоронение Деникина в России оценивается как символ примирения двух сторон, которые были непримиримыми политическими противниками, в основе объединения которых лежит общая любовь к России.